# NGC 3172
NGC 3172 је спирална галаксија у сазвежђу Мали медвед која се налази на NGC листи објеката дубоког неба.
Деклинација објекта је + 89° 5' 37" а ректасцензија 11h 47m 14,5s. Привидна величина (магнитуда) објекта NGC 3172 износи 14,4 а фотографска магнитуда 15,3. NGC 3172 је још познат и под ознакама MCG 15-1-11, CGCG 370-8B, CGCG 370-2A, NPM1G +89.0003, Polarissima borealis, PGC 36847.